# 卡厄特哈內
卡厄特哈內（Kâğıthane）是土耳其伊斯坦堡的39個區之一，位於博斯普魯斯海峽以西的歐洲部份，面積23平方公里，人口437,026人。

卡厄特哈內